# Живерні

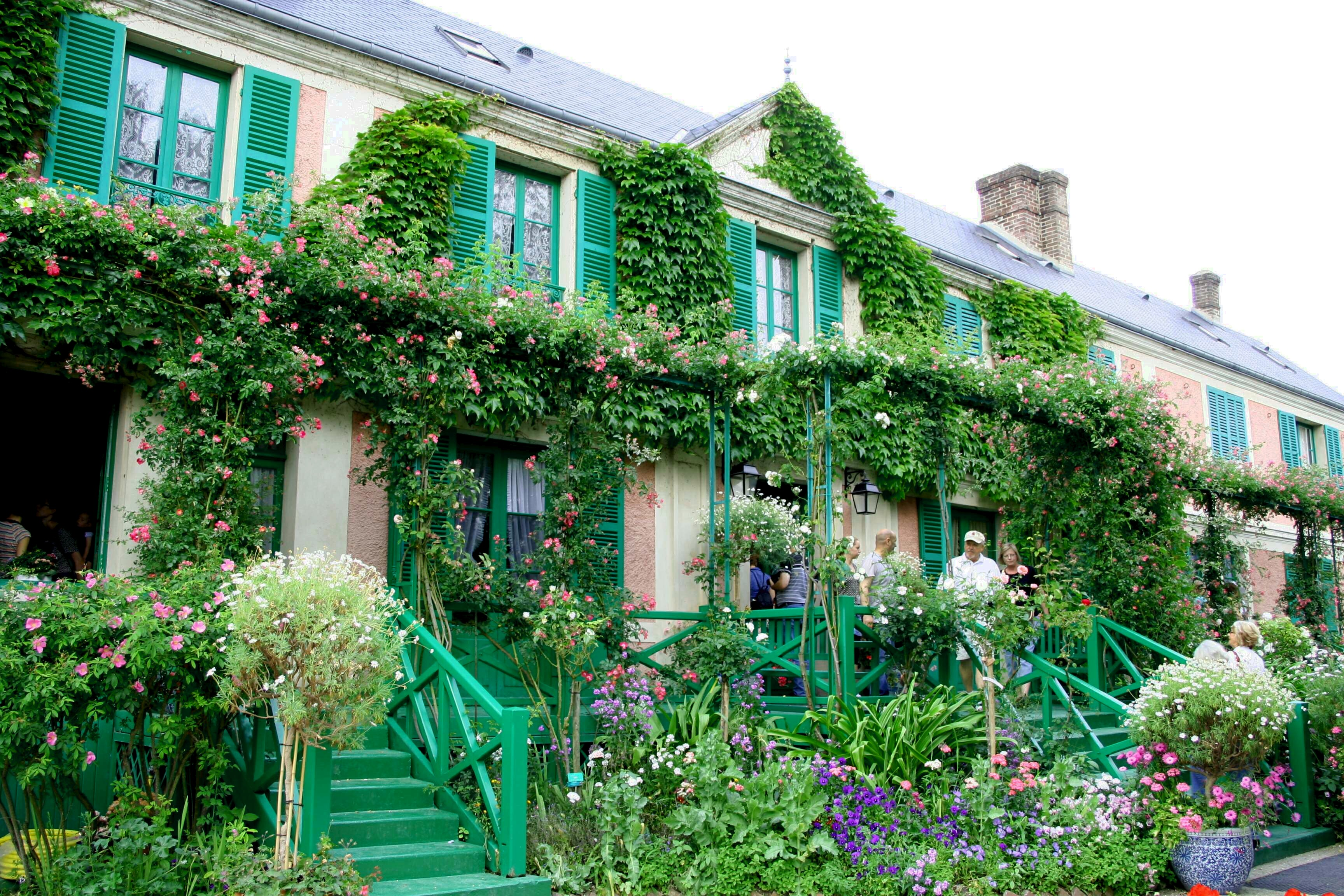
Будинок Моне, вид з саду

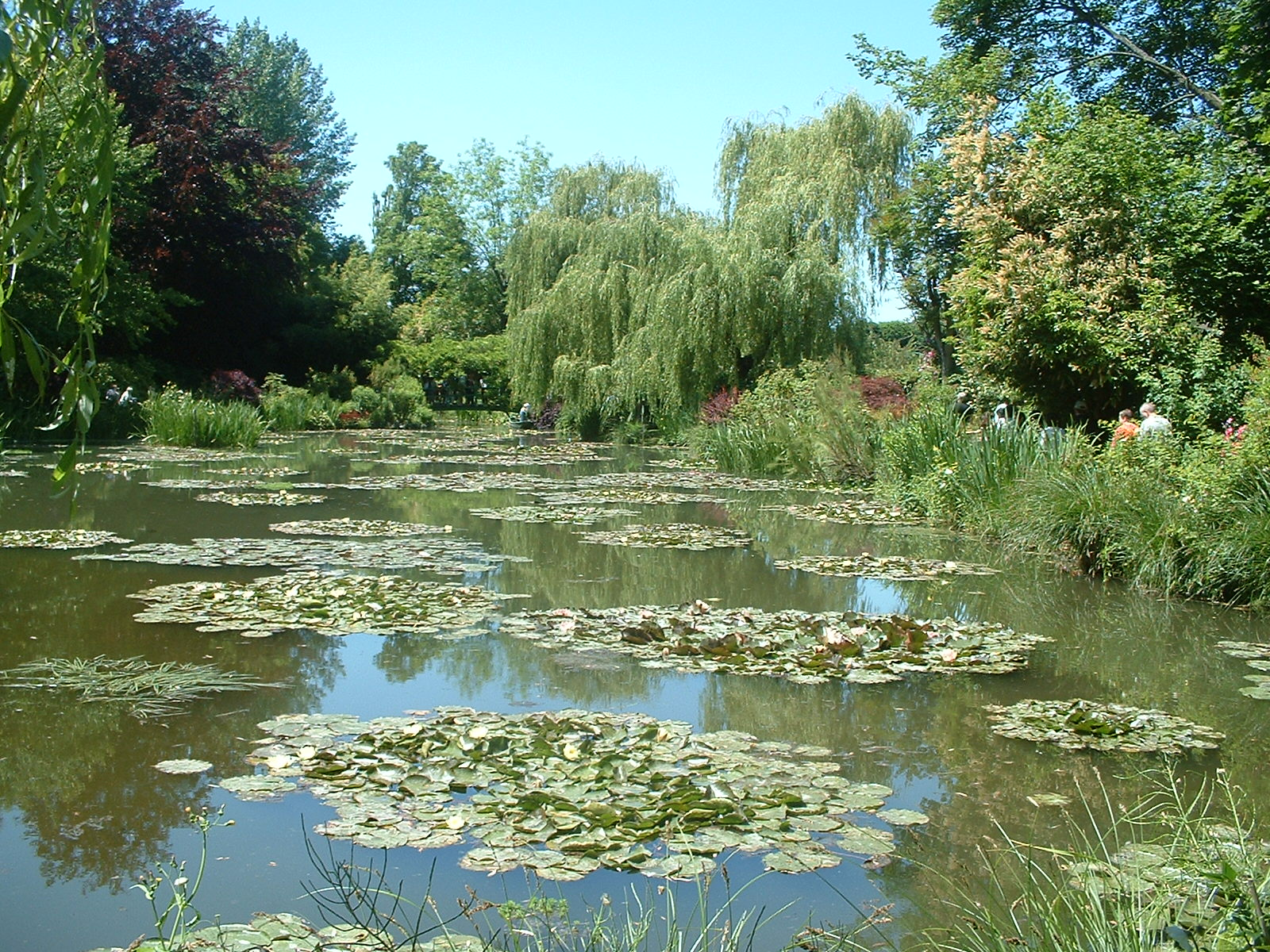
Ставок з ліліями

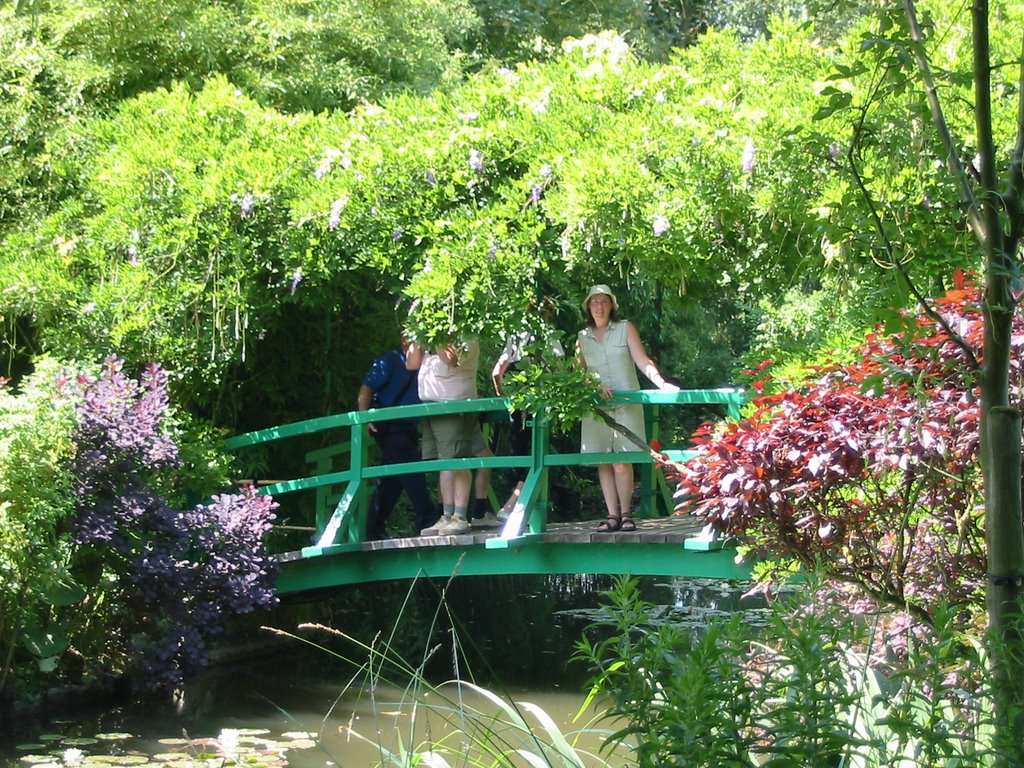
Японський місток біля ставка

Живерні́, Жіверні (фр. Giverny) — муніципалітет у Франції, у регіоні Нормандія, департамент Ер. Населення — 467 осіб (01.01.2021).
Муніципалітет розташований на відстані близько 65 км на захід від Парижа, 55 км на південний схід від Руана, 29 км на схід від Евре.

## Історія
До 2015 року муніципалітет перебував у складі регіону Верхня Нормандія. Від 1 січня 2016 року належить до нового об'єднаного регіону Нормандія.

## Демографія
Динаміка населення (INSEE ):
Розподіл населення за віком та статтю (2006):
| Стать | Всього | До 15 років | 15-24 | 25-44 | 45-64 | 65-85 | Понад 85 |
| --- | ------ | ----------- | ----- | ----- | ----- | ----- | -------- |
| Чоловіки | 232    | 24          | 16    | 52    | 92    | 44    | 4        |
| Жінки | 292    | 68          | 12    | 60    | 88    | 64    | 0        |
| \| Статево-вікова піраміда \| Статево-вікова піраміда \| Статево-вікова піраміда \| \| ----------------------- \| ----------------------- \| ----------------------- \| \| Чоловіки \| Вік \| Жінки \| \| 4 \| 85 + \| 0 \| \| 12 \| 80-84 \| 16 \| \| 4 \| 75-79 \| 12 \| \| 12 \| 70-74 \| 16 \| \| 16 \| 65-69 \| 20 \| \| 24 \| 60-64 \| 16 \| \| 32 \| 55-59 \| 44 \| \| 16 \| 50-54 \| 8 \| \| 20 \| 45-49 \| 20 \| \| 8 \| 40-44 \| 16 \| \| 20 \| 35-39 \| 16 \| \| 16 \| 30-34 \| 20 \| \| 8 \| 25-29 \| 8 \| \| 8 \| 20-24 \| 8 \| \| 8 \| 15-20 \| 4 \| \| 4 \| 10-14 \| 8 \| \| 0 \| 5-9 \| 40 \| \| 20 \| 0-4 \| 20 \| |        |             |       |       |       |       |          |
| Статево-вікова піраміда |        |             |       |       |       |       |          |
| Чоловіки | Вік    | Жінки       |       |       |       |       |          |
| 4 | 85 +   | 0           |       |       |       |       |          |
| 12 | 80-84  | 16          |       |       |       |       |          |
| 4 | 75-79  | 12          |       |       |       |       |          |
| 12 | 70-74  | 16          |       |       |       |       |          |
| 16 | 65-69  | 20          |       |       |       |       |          |
| 24 | 60-64  | 16          |       |       |       |       |          |
| 32 | 55-59  | 44          |       |       |       |       |          |
| 16 | 50-54  | 8           |       |       |       |       |          |
| 20 | 45-49  | 20          |       |       |       |       |          |
| 8 | 40-44  | 16          |       |       |       |       |          |
| 20 | 35-39  | 16          |       |       |       |       |          |
| 16 | 30-34  | 20          |       |       |       |       |          |
| 8 | 25-29  | 8           |       |       |       |       |          |
| 8 | 20-24  | 8           |       |       |       |       |          |
| 8 | 15-20  | 4           |       |       |       |       |          |
| 4 | 10-14  | 8           |       |       |       |       |          |
| 0 | 5-9    | 40          |       |       |       |       |          |
| 20 | 0-4    | 20          |       |       |       |       |          |

## Економіка
2010 року серед 313 осіб працездатного віку (15—64 років) 234 були активними, 79 — неактивними (показник активності 74,8%, у 1999 році було 72,5%). З 234 активних мешканців працювало 209 осіб (106 чоловіків та 103 жінки), безробітними було 25 (12 чоловіків та 13 жінок). Серед 79 неактивних 28 осіб було учнями чи студентами, 35 — пенсіонерами, 16 були неактивними з інших причин.

У 2010 році в муніципалітеті числилось 222 оподатковані домогосподарства, у яких проживали 528,5 особи, медіана доходів виносила 25 773 євро на одного особоспоживача

## Персоналії
- Клод Моне — французький художник-імпресіоніст, помер та похований тут.
- На початку XX сторіччя у містечку склалася невелика колонія з американських художників — Гі Роуз, Ельсон Кларк, Лоутон Сайлас Паркер.

## Галерея зображень

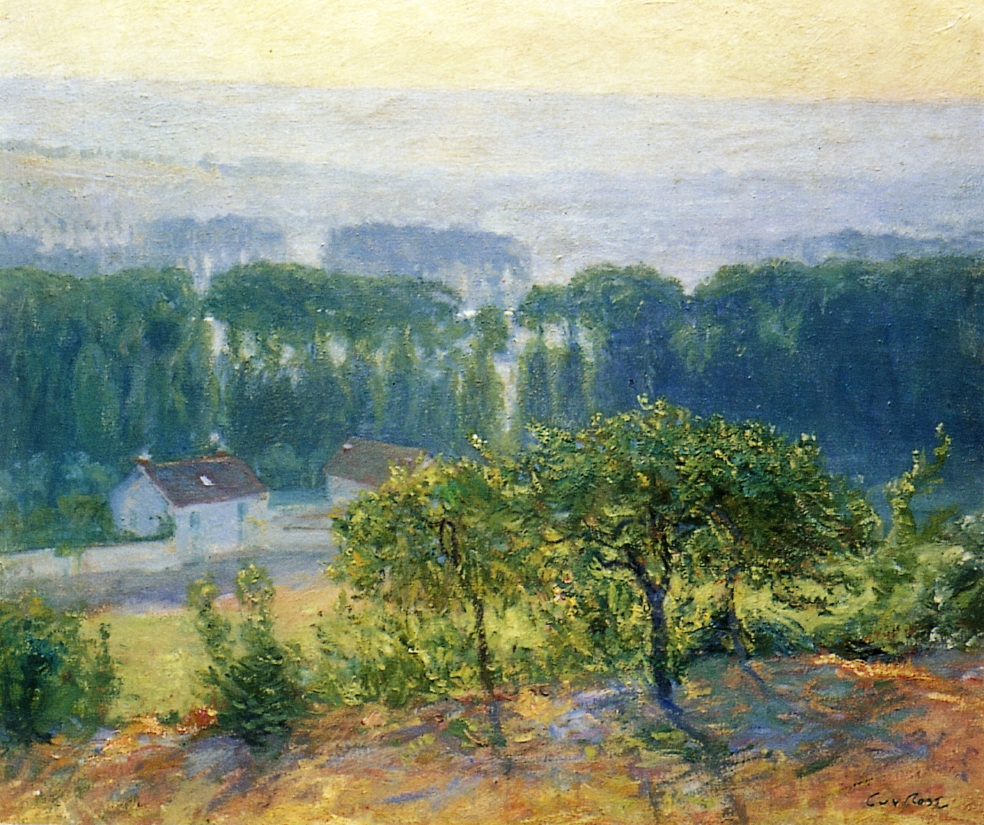
«Наступ вечора, Живерні». Гі Роуз, 1910. Музей мистецтв Сан-Дієго
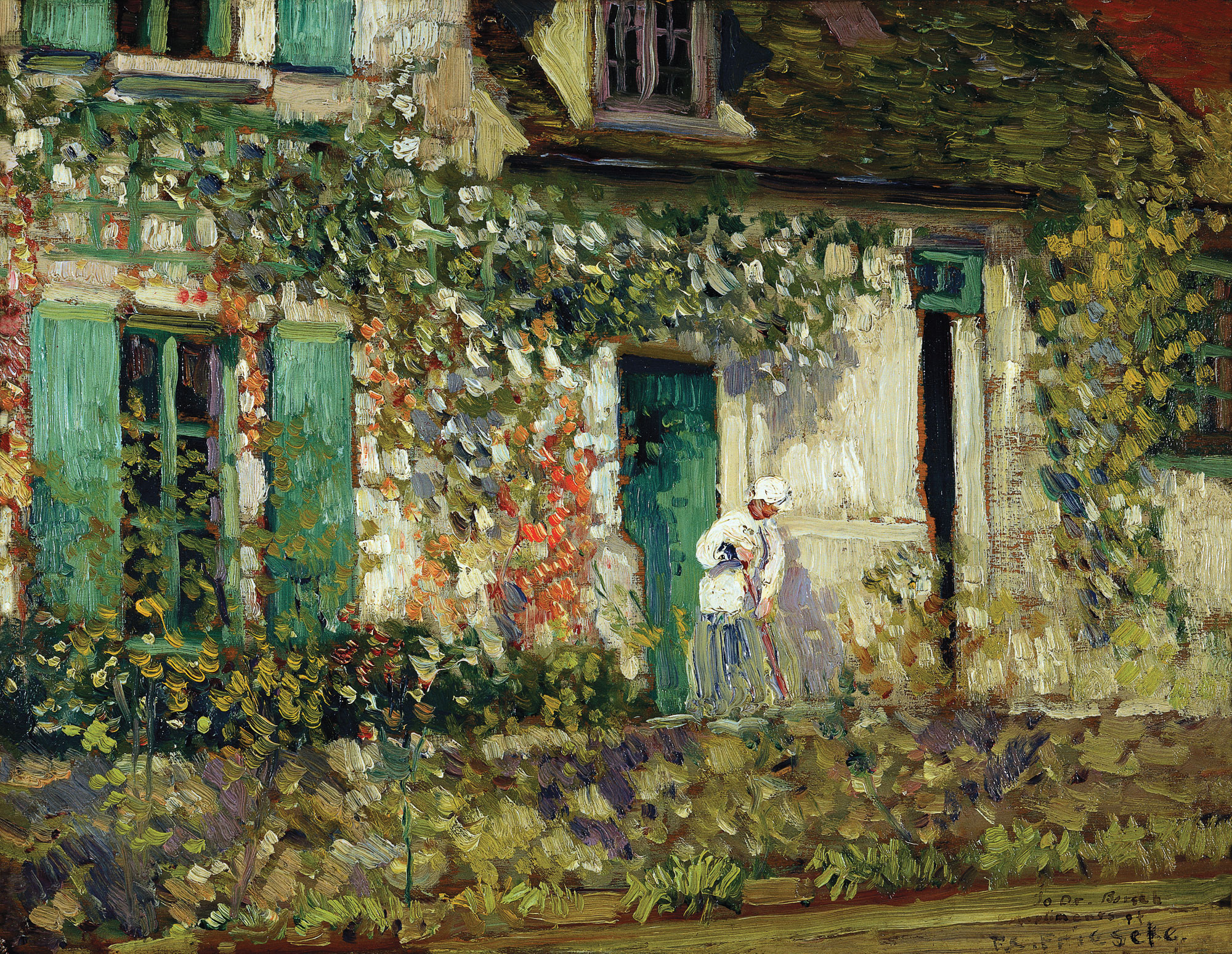
«Будинок в Живерні». Фредерік Карл Фрізеке, 1912. Музей Тиссена-Борнемісса, Мадрид
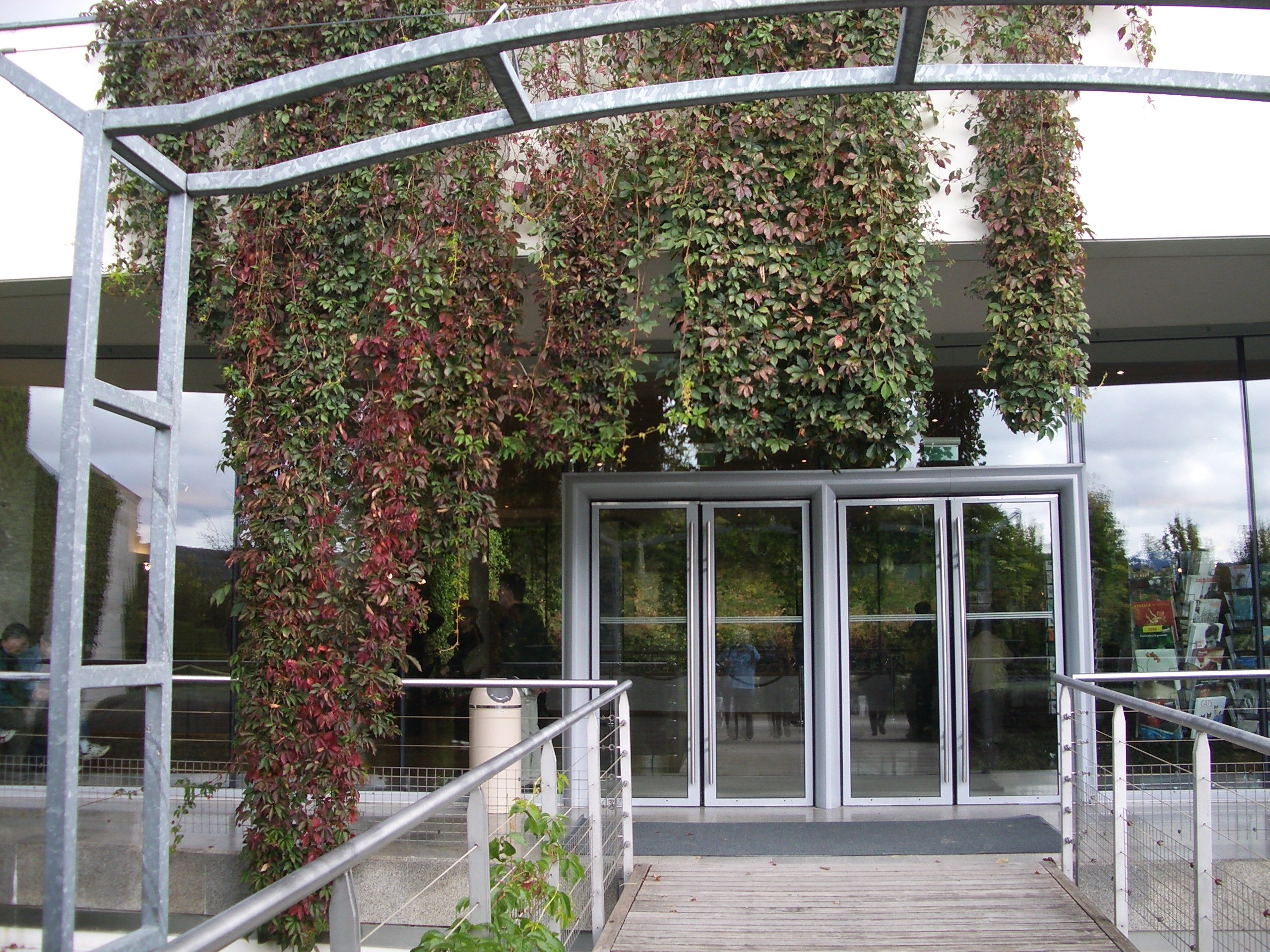
Вхід в Музей імпресіонізму
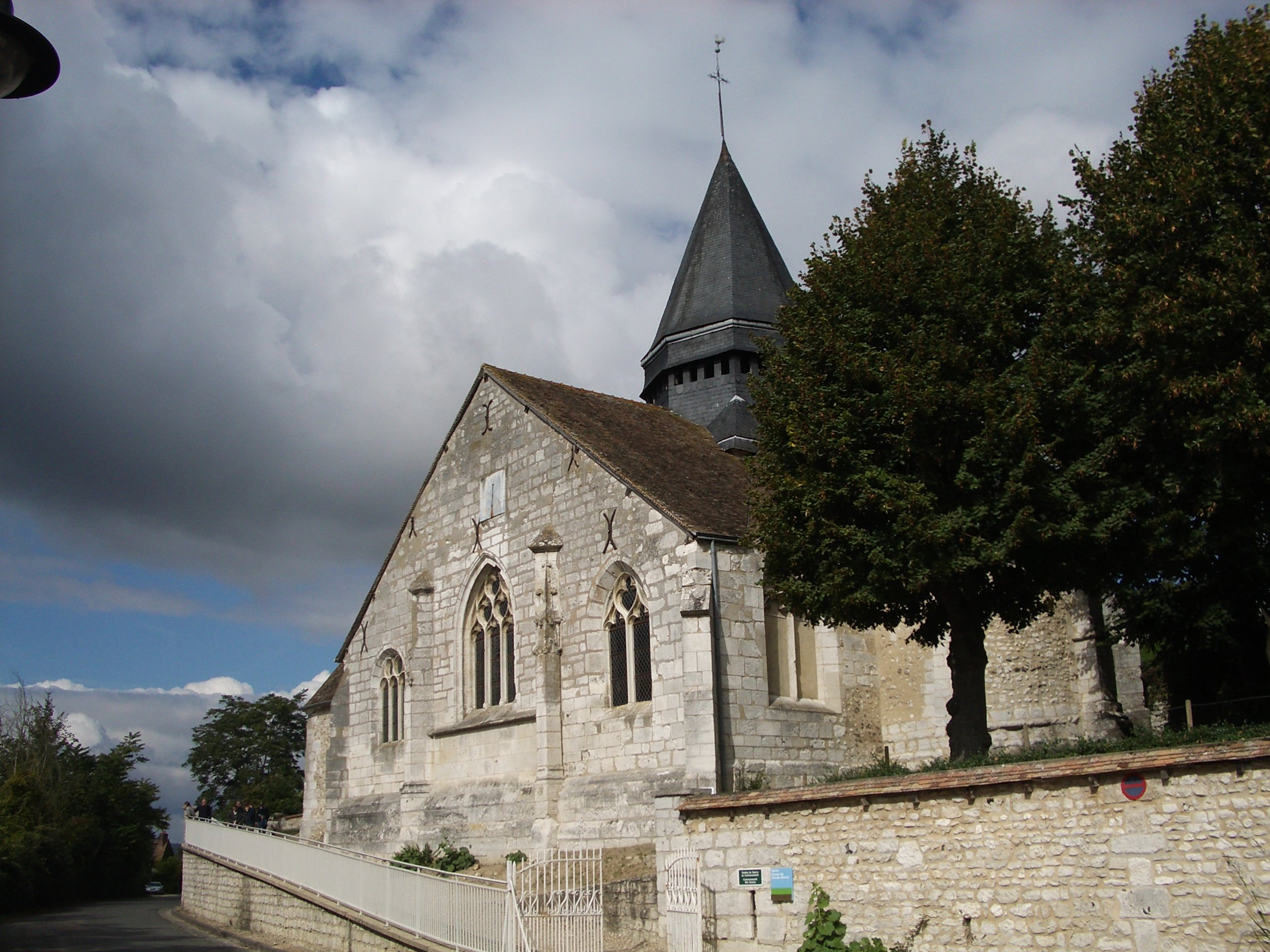
Церква св. Радегунди